# Yoshiyuki Hasegawa
Yoshiyuki Hasegawa (長谷川 祥之, Hasegawa Yoshiyuki, Uji, 11 februari 1969) is een Japans voormalig voetballer die als aanvaller speelde.

## Clubcarrière
In 1987 ging Hasegawa naar de Osaka University of Economics, waar hij in het schoolteam voetbalde. Nadat hij in 1990 afstudeerde, ging Hasegawa spelen voor Honda. Hij tekende in 1992 bij Kashima Antlers. Met deze club werd hij in 1996, 1998, 2000 en 2001 kampioen van Japan. In 12 jaar speelde hij er 261 competitiewedstrijden en scoorde 89 goals. Hasegawa beëindigde zijn spelersloopbaan in 2003.

## Japans voetbalelftal
Yoshiyuki Hasegawa debuteerde in 1995 in het Japans nationaal elftal en speelde 6 interlands.

## Statistieken

### J.League
| Seizoen | Club            | Competitie | J.League | J.League | J.League Cup | J.League Cup | Totaal | Totaal |
| Seizoen | Club            | Competitie | Wed.     | Dlp.     | Wed.         | Dlp.         | Wed.   | Dlp.   |
| ------- | --------------- | ---------- | -------- | -------- | ------------ | ------------ | ------ | ------ |
| 1992    | Kashima Antlers | J1 League  | -        | -        | 9            | 7            | 9      | 7      |
| 1993    | Kashima Antlers | J1 League  | 30       | 9        | 5            | 3            | 35     | 12     |
| 1994    | Kashima Antlers | J1 League  | 43       | 21       | 0            | 0            | 43     | 21     |
| 1995    | Kashima Antlers | J1 League  | 42       | 16       | -            | -            | 42     | 16     |
| 1996    | Kashima Antlers | J1 League  | 25       | 12       | 11           | 0            | 36     | 12     |
| 1997    | Kashima Antlers | J1 League  | 27       | 7        | 11           | 4            | 38     | 11     |
| 1998    | Kashima Antlers | J1 League  | 26       | 14       | 4            | 3            | 30     | 17     |
| 1999    | Kashima Antlers | J1 League  | 21       | 4        | 7            | 2            | 28     | 6      |
| 2000    | Kashima Antlers | J1 League  | 8        | 1        | 5            | 0            | 13     | 1      |
| 2001    | Kashima Antlers | J1 League  | 11       | 2        | 6            | 1            | 17     | 3      |
| 2002    | Kashima Antlers | J1 League  | 25       | 3        | 8            | 3            | 33     | 6      |
| 2003    | Kashima Antlers | J1 League  | 3        | 0        | 0            | 0            | 3      | 0      |
| Totaal  | Totaal          | Totaal     | 261      | 89       | 66           | 23           | 327    | 112    |

### Interland
| Japans voetbalelftal | Japans voetbalelftal | Japans voetbalelftal |
| Jaar                 | Wed.                 | Dlp.                 |
| -------------------- | -------------------- | -------------------- |
| 1995                 | 4                    | 0                    |
| 1996                 | 2                    | 0                    |
| Totaal               | 6                    | 0                    |